# Kaufhaus Ramelow

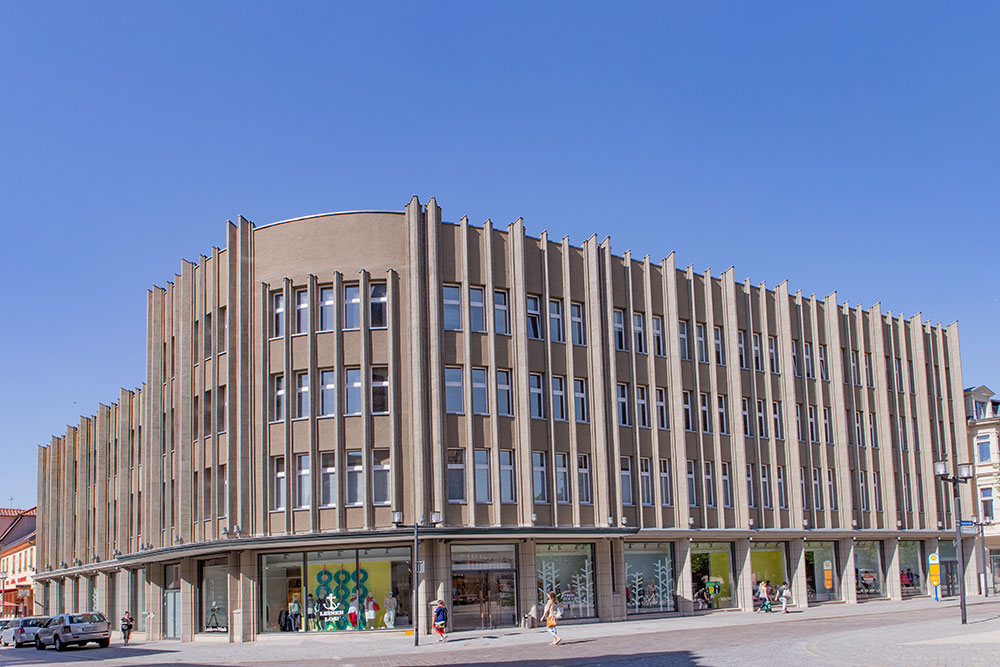
Kaufhaus Ramelow in Stendal

Das Kaufhaus Ramelow in Stendal in Sachsen-Anhalt ist ein von 1929 bis 1930 errichtetes Bekleidungs-Kaufhaus im Stil des Neuen Bauens. Das Haus steht an der Straßenecke Breite Straße / Bruchstraße am Rand des Winckelmannplatzes. Es wurde im April 1930 von dem 1872 in Klütz gegründeten Einzelhandels-Unternehmen Ramelow eröffnet.

## Geschichte
Bereits 1906 wurde auf dem Grundstück Breite Straße 21 die Stendaler Filiale des Modehauses Ramelow eröffnet, 1919 wurde das Haus umgebaut. Nachdem das benachbarte Eckgrundstück zur Bruchstraße erworben worden war, konnte das Kaufhaus im Jahr 1930 den auf beiden Grundstücken errichteten Neubau beziehen. Architekt dieses Gebäudes war Fritz Ebhardt (1894–1958), ein Sohn des Architekten und „Burgenbaumeisters“ Bodo Ebhardt, der mit Trude, einer Tochter des Unternehmensgründers Gustav Ramelow, verheiratet war. Gustav Ramelow war 1925 gestorben, zur Zeit des Neubaus leiteten seine Söhne Kurt, Wilhelm und Hans das Unternehmen.
In der Zeit des Nationalsozialismus wurde die Breite Straße in Adolf-Hitler-Straße umbenannt. Juden war es nun untersagt, das Kaufhaus zu betreten. Nach dem Zweiten Weltkrieg erfolgte die Rückbenennung der Straße. Ende der 1940er Jahre wurde das Kaufhaus verstaatlicht und fortan von der Handelsorganisation unter dem Namen Magnet als Vollkaufhaus betrieben, in dem es nicht mehr nur Mode zu kaufen gab. 1991 erwarb die Familie Ramelow das Haus erneut, es wurde als Textilkaufhaus weitergeführt und in der folgenden Zeit mehrfach renoviert. Im Jahr 2021 erhielt das Kaufhaus den Titel Store of the Year.

## Architektur
Der Architekt Fritz Ebhardt griff mit der vertikal betonten Gliederung der Fassade durch stark hervortretende Wandpfeiler ein typisches Kaufhausfassaden-Motiv des frühen 20. Jahrhunderts auf, das z. B. an die etwa zeitgleich entstandenen Bauten des Architekten Philipp Schaefer für den Warenhaus-Konzern Karstadt erinnert. Die starke Rundung der Fassade findet sich auch bei anderen Gebäuden des Neuen Bauens wie z. B. dem Kölner Disch-Haus von Bruno Paul oder dem Chemnitzer Kaufhaus Schocken von Erich Mendelsohn wieder, durch das spitze Profil der Wandpfeiler erinnert die Architektur aber auch stark an den Expressionismus der 1920er Jahre.
Im Inneren besitzt das Kaufhaus zwei überdachte Lichthöfe sowie ein repräsentatives Treppenhaus mit Schauvitrinen, die deutlich sachlicher gestaltet sind als die Fassade. Das Treppenhaus besitzt Farbverglasungen aus der Glasmalerei-Werkstatt Puhl & Wagner in Berlin, die an Arbeiten des Bauhaus-Künstlers Josef Albers erinnern (z. B. die Leipziger Josef-Albers-Fenster) und in ihrem bauzeitlichen Erhaltungszustand überregionale Bedeutung haben.
Das Gebäude ist mit der Erfassungsnummer 094 17952 im Denkmalverzeichnis Sachsen-Anhalts eingetragen.